# Sedmiletá válka
Sedmiletá válka (1756–1763) byl rozsáhlý ozbrojený konflikt mezi ústředními evropskými mocnostmi 18. století – Velkou Británií, Pruskem, Portugalskem a některými německými státy jako předně Hannoverskem na straně jedné, Francií, Svatou říší římskou (Rakouskem a Saskem), Ruskem, Švédskem a Španělskem na straně druhé. Mezitím v Indii se Britové pokusili o dobytí Bengálska náležejícího k Mughalské říši, tou dobou podporované Francií. Celé střetnutí se ve své době vedlo na velké ploše, v Evropě, Americe, Asii, Africe i na oceánech, a tudíž bývá považováno za první celosvětový válečný konflikt. Někteří historici proto konflikt označují tzv. „Nultou světovou válkou“. Obětí bylo více než 500 000 vojáků a 320 000–570 000 civilistů. Důsledkem války byly velké ztráty kolonií Francie ve prospěch Británie, která tak nastoupila cestu ke světové mocnosti. Prusko definitivně potvrdilo zisk Slezska od Rakouska a tím se začlenilo mezi tzv. pět Velmocí.
Válce předcházel velký mezinárodně politický přesun, tzv. „zvrat aliancí“ (renversement des alliances) či „diplomatická revoluce“ (Versailleská smlouva) která ukončila 250 let trvající dědičné nepřátelství mezi Francií a Rakouskem, avšak zpřetrhala tradiční vztahy mezi Francií a Pruskem. Naproti tomu Prusko nabralo stejný politický kurz s dalším dědičným protivníkem Francie, Velkou Británií. Přesto zůstala země krále Fridricha II. na evropském bojišti ze všech stran obklopena nepřáteli a proti 4,5 milionům Prusů se postavilo okolo 90 milionů obyvatel Rakouska, části říše, Ruska, Francie a Švédska.
Díky sedmileté válce zaujala Velká Británie postavení první průmyslové, obchodní a námořní velmoci, českým zemím však přinesla definitivní ztrátu Kladska a větší části Slezska, o něž Marie Terezie přišla v předchozích slezských válkách.

## Casus belli

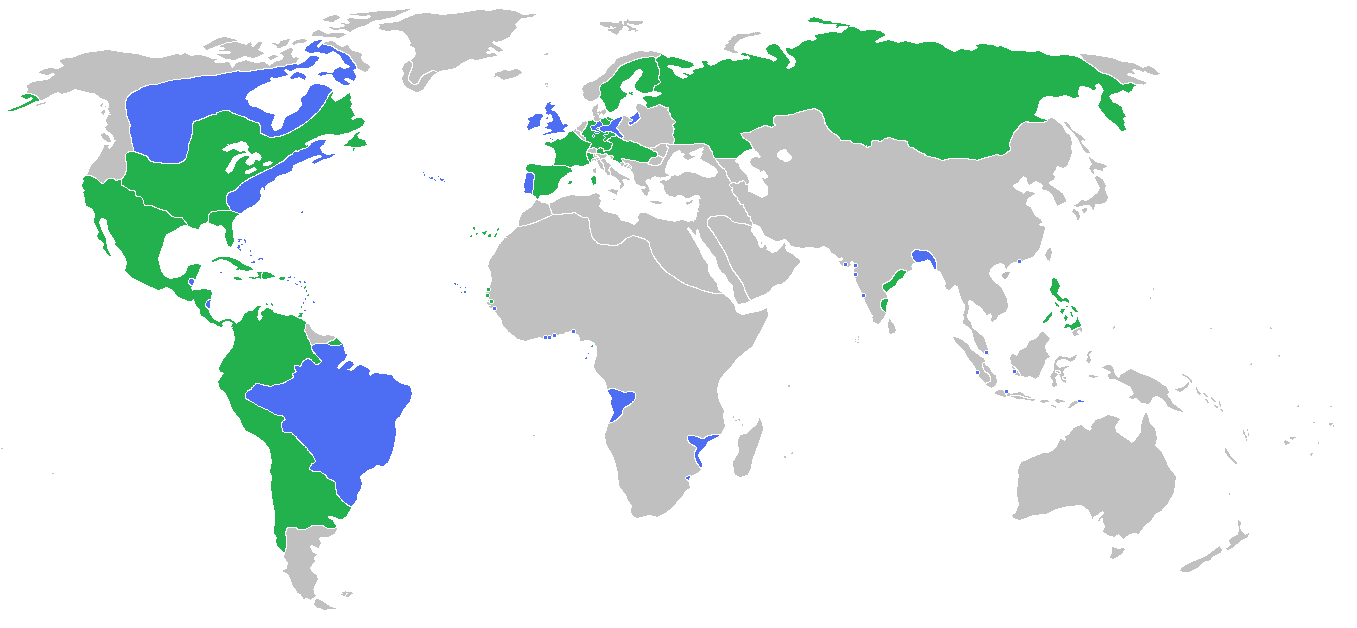
Státy a území, které se účastnily sedmileté války

V padesátých letech 18. století začalo po krátké přestávce eskalovat napětí mezi Anglií a Francií, zapříčiněné událostmi odehrávajícími se v severoamerických koloniích. Za vyhrocením situace stáli především angličtí osadníci, kteří chtěli rozšířit svá panství za řeku Allegheny, přičemž soustavně naráželi na francouzský odpor. Za těchto okolností v roce 1753 vyzvala britská vláda své poddané, aby se proti jakékoliv francouzské aktivitě postavili se zbraní v ruce a již následujícího léta došlo k prvním ozbrojeným srážkám. Napětí dále stupňovala cílevědomá snaha Angličanů odříznout francouzské kolonisty od spojení a zásobování s mateřskou zemí. Toto úsilí se nejvýrazněji projevilo v roce 1755, kdy Angličané zajali na tři sta francouzských obchodních lodí a 6000 námořníků.
Stávající situace využila, rakouská panovnice, císařovna Marie Terezie, která nebyla ochotná smířit se s výsledky cášského míru, jenž ji po neúspěšných válkách o rakouské dědictví připravil o významné území. Šlo o Kladsko a Velkou část Slezska patřící původně k zemím Koruny české. Císařovnin nový ministr zahraničí Václav Antonín Kounic proto skrze metresu francouzského krále madame de Pompadour zahájil jednání s Ludvíkem XV., který již chápal, že vojenský střet s Anglií je nevyhnutelný a souhlasil se zahájením jednání s Rakouskem. K setkání diplomatů obou dědičných nepřátel došlo 3. září 1755 v zámku Bellevue v letohrádku Babiole a 1. května 1756 toto rokování vyvrcholilo podepsáním tzv. první versailleské smlouvy, jež stranám garantovala vzájemné obranné spojenectví.

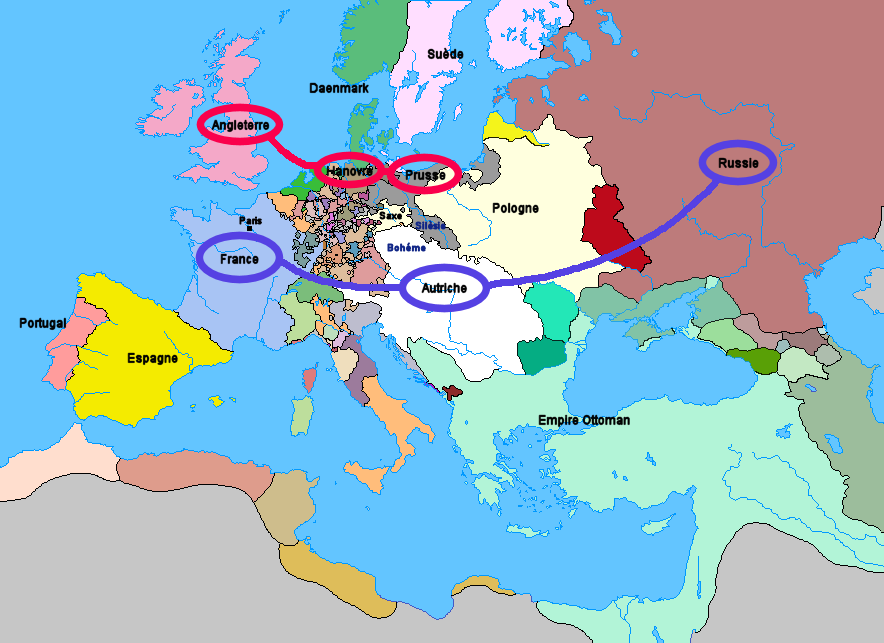
Grafické znázornění aliancí evropské části bojiště v počátcích konfliktu

Také protivníci obou mocností hledali spojence. Britové nutně potřebovali v Evropě nutně najít oporu, jelikož v případě války hrozilo, že Francie ihned zaútočí na Hannoversko. Pokoušeli se tedy vést jednání o subsidiární smlouvě v Rusku. Ovšem kvůli neochotě carevny Alžběty Petrovny věnovat se státnickým povinnostem se Britům dlouho nedařilo čehokoliv docílit. Teprve když byl jednáním pověřen vyslanec sir Hanbury-Williams, jenž si úplatky získal carevnina kancléře Bestuževa, se podařilo 30. září 1755 dosáhnout podepsání kýžené smlouvy. Podle ní Britové Rusku zaplatí 500 000 liber subsidií ročně za to, že Rusko soustředí na livonských a litevských hranicích 55 000 vojáků, kteří budou připraveni pomoci Británii nebo jejím spojencům. Oficiální ratifikace smlouvy se však formálně zdržela námitkou britského panovníka, že nestrpí, aby se jeho vyslanec podepsal pod podpisy ruských činitelů. Díky tomuto zdržení si Britové začali uvědomovat, že přehnané finanční požadavky nebudou Rusy použity tak, jak bylo přislíbeno. Proto zahájili jednání s pruským králem Fridrichem II. Ten si byl dobře vědom skutečnosti, že je obklopen potenciálními nepřáteli a díky početným špionům ve všech evropských metropolích byl seznámen s diplomatickými aktivitami jak dvora francouzského, tak rakouského i ruského. Nic mu proto nebránilo 16. ledna 1756 podepsat s Británií tzv. westminsterskou konvenci o neutralitě. Když se o tomto aktu dozvěděla ruská carevna, rozzuřila se a 22. dubna do Rakouska dorazila její nabídka protipruského ofenzivního spojenectví, které bylo podepsáno ještě v srpnu téhož roku.
Na pozadí těchto událostí dali začátkem roku 1756 Francouzi Britům ultimátum, v němž požadovali navrácení zadržovaných lodí. 13. ledna Angličané toto ultimátum odmítli a v reakci na stávající situaci nechal král Jiří II. převelet část vojenských sil z Hannoverska do Británie, kde je rozmístil podél pobřeží proti případné francouzské invazi. 18. května vstoupily obě mocnosti do válečného stavu a 9. června Francie vyhlásila Anglii válku. Současně začal pruský král zvažovat, zda nemá preventivně udeřit na Rakousko, aby zavčasu zkřížil úmysly svých nepřátel. Pomocí svého vyslance ve Vídni se stále pokoušel zjistit stanovisko Marie Terezie, ale z její strany se dočkal pouze diplomatických kliček. Ve snaze předejít napadení vlastní země ze směru nových spojenců, krátce po uzavření rusko-rakouské ofenzivní smlouvy, dne 29. srpna 1756, překročily pruské jednotky o síle 66 000 mužů hranice Saska.

## Rok 1756

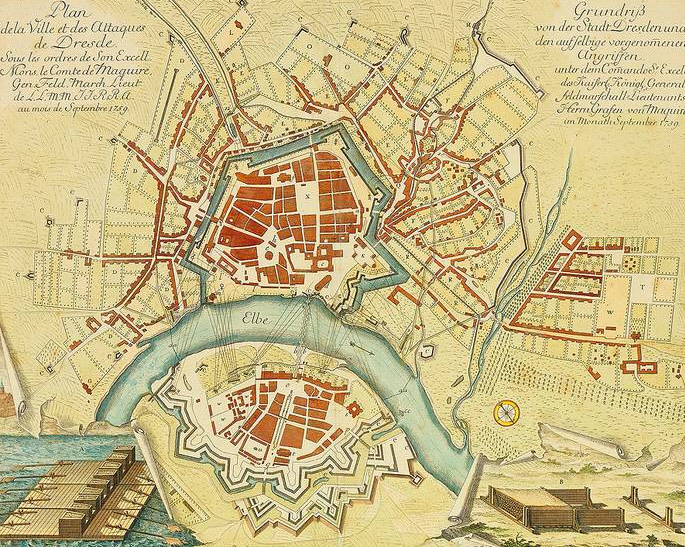
Drážďany v roce 1759. Při pruském bombardování prý utrpěly stejnou škodu jako při britském náletu v roce 1945

Opodstatněním, kvůli kterému Fridrich II. zaútočil právě na neutrální Sasko, byla snaha odzbrojit vojenské jednotky jihozápadního souseda dřív, než se přesunou do Čech. I přes ujištění kurfiřta Augusta III., že dodrží přísnou neutralitu, se pruský panovník obával, že by mu saská armáda mohla vpadnout do zad ve chvíli, kdy bude bojovat s Rakušany. Dalším důvodem byl fakt, že si tak zajistil řeku Labe, důležitou spojnici pro zásobování v Čechách. Jistě také považoval za vhodné se zmocnit země s rozvinutým hospodářstvím a početným obyvatelstvem.
Po rychlém postupu do vnitrozemí se Prusům 9. září podařilo dobýt Drážďany a 11. září obklíčit saskou armádu v opevněném táboře u Pirny. Téhož dne 33 000 rakouských vojáků pod velením polního maršála Browna, kteří přicházeli Sasům na pomoc, obsadilo Děčín a Ústí nad Labem. Král Fridrich II. si byl dobře vědom skutečnosti, že tímto manévrem mu Rakušané zablokovali přístup do Čech po vodě a vzhledem k tomu, že se obléhání Sasů neúnosně protahovalo, rozhodl se nepřátelskou armádu zatlačit dál od saských hranic. Velením sboru, jenž měl tento úkol provést, pověřil maršála Keitha. Zbylých 30 000 vojáků dál pokračovalo v obléhání sedmnáctitisícového saského vojska u Pirny. Maršál Keith svých 28 749 mužů vedl do Čech směrem přes Petrovice. Ležení nechal rozložit severně od Ústí nad Labem, kam 28. září dorazil i král Fridrich. 30. září se dalo vojsko pod přímým velením pruského panovníka na pochod k Lovosicím, kde 1. října došlo k prvnímu velkému střetu války. Bitva u Lovosic se ve svém počátku vyvíjela úspěšněji pro císařskou stranu, v jednu chvíli dokonce Fridrich II. pod dojmem porážky opustil bojiště, nakonec se však pruskému maršálu Bevernovi podařilo překonat odpor pravého nepřátelského křídla a Rakušané byli nuceni vyklidit bitevní pole, přičemž se spořádaně stáhli do nové linie za hořícími Lovosicemi. Král Fridrich považoval bitvu za své další vítězství, jeho protivníci střetnutí hodnotili poněkud střízlivěji a výsledek pokládali za nerozhodný. Následující den se Brownovi vojáci přesunuli za řeku Ohři k Budyni, kde přečkali zimu. Nevyčkávali však v naprosté nečinnosti, neboť již několik dní po bitvě vyrazil maršál Browne s 6000 sborem na pomoc obklíčeným Sasům. Nicméně Prusům se podařilo vyprošťovací operaci překazit a Sasové se nakonec rozhodli vyjednávat o příměří. 16. října maršál Rutowski, proti vůli kurfiřta Augusta III., podepsal kapitulaci.
Vpád Prusů do Saska vyvolal vlnu hněvu u všech evropských dvorů. Velké pobouření vládlo zejména ve Versailles, jelikož Ludvík XV. a rodina saského kurfiřta byli v příbuzenském vztahu. Francouzi tedy začali vypracovávat plán na obsazení Porýní, zejména Hannoverska, jež patřilo Fridrichovu britskému spojenci. Tím mělo být Rakousko chráněno proti jakékoliv aktivitě ze západu. Postoj Francouzů sdílelo i Švédsko, jehož čelní představitelé si stále zachovávali naději, že získají zpět oblasti, které na monarchii při severní válce vydobyl Fridrich Vilém I. Rovněž Rusko začalo shromažďovat armádu, neboť carevna Alžběta Petrovna byla pevně odhodlaná vyrazit Sasku na pomoc. Konečně i sněm Římsko-německé říše v roce 1757 odsouhlasil spojenectví s Rakouskem a Říše do pole postavila na 25 000 mužů. Tím se Prusko začalo ocitat v naprosté vojensko-politické izolaci.
Na česko-saských hranicích mezitím maršál Browne připravoval podmínky pro nastávající bojové operace, avšak rakouská dvorská rada na jeho místo jmenovala ne příliš schopného Karla Lotrinského, který mu jeho přípravy spíše komplikoval než ulehčoval. Zbytek roku proběhl bez dalších významnějších politických či vojenských akcí.

## Rok 1757

### Prusko-rakouská fronta

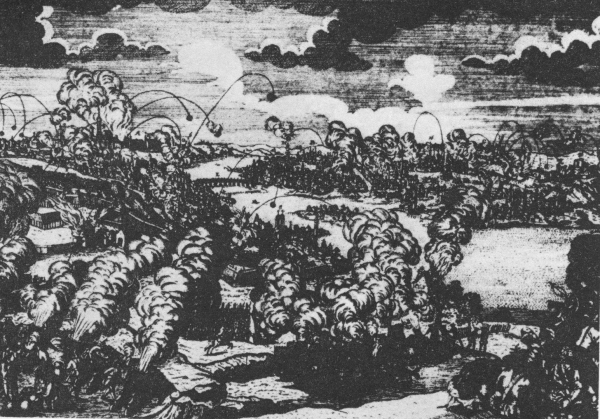
Bombardování obležené Prahy. Po ukončení obléhání se odhadovalo, že jenom na katedrálu svatého Víta bylo vystřeleno 22 000 pum, kulí a kartáčů. V samotném chrámu bylo nalezeno 770 kulí

První týdny Nového roku se nesly ve znamení horečné diplomatické aktivity. Již 11. ledna ruská carevna podepsala akt přistoupení Ruska k rakousko-francouzské smlouvě a 2. února, necelý měsíc poté, co byl na Ludvíka XV. spáchán neúspěšný atentát, podepsali Francouzi a Rakušané konvenci o společném vedení války. Tato úmluva byla 1. května stvrzena tzv. druhou versailleskou smlouvou, v níž se Francie zavázala vyslat do Říše 100 000 vojáků a platit Rakousku dvanáct milionů guldenů subsidií ročně.
Bojové akce roku 1757 zahájil pruský král, který se rozhodl nečekat na společný úder spojenců, a na začátek jara naplánoval operaci, jež měla zničit prozatím osamocenou rakouskou armádu ještě v zimních kvartýrech. V dubnu třemi pochodovými proudy vpadl na území Čech a překvapené rakouské oddíly pod velením prince Karla Lotrinského a maršála Browna rychle zatlačoval do vnitrozemí. Jediný větší odpor mu byl schopen klást pouze sbor hraběte Königsegga při střetnutí u Liberce. Hlavní rakouské vojenské síly se postupně shromáždily před hradbami Prahy, kde 6. května došlo k mohutnému střetu obou armád. V bitvě u Štěrbohol utrpělo rakouské vojsko těžkou porážku, nicméně obě strany zaznamenaly poměrně vyrovnané ztráty; zhruba 13 000–14 000 vojáků. Část ustupujících Rakušanů (40 000 mužů) se ukryla za hradbami Prahy (kterou Prusové oblehli), část se rozptýlila po Čechách. Z nich se někteří přidali k záložní armádě pod velením maršála Leopolda Dauna, který byl v době bitvy 50 km od Prahy, poblíž Sadské. Vysoké ztráty se odrazily i mezi nejvyšším velením, neboť v bitvě byl zabit pruský maršál Kurt Christoph von Schwerin a smrtelné zranění utrpěl rakouský maršál Browne. Po svém vítězství Fridrich II. zanechal 50 000 sbor u obležené Prahy a se zbytkem svých sil, asi s 30 000 muži, vytáhl proti více než čtyřicetitisícovému Daunovu vojsku. Po složitých manévrech se obě armády 18. června utkaly v bitvě u Kolína, v níž Rakušané, díky vhodně zvolenému terénu a početní převaze, vybojovali důležité vítězství. Armáda Fridricha II. ztratila téměř polovinu početního stavu a byla nucena se stáhnout k Praze. 20. června Prusové ukončili její obléhání a začali ve dvou proudech ustupovat směrem k saským a žitavským hranicím.

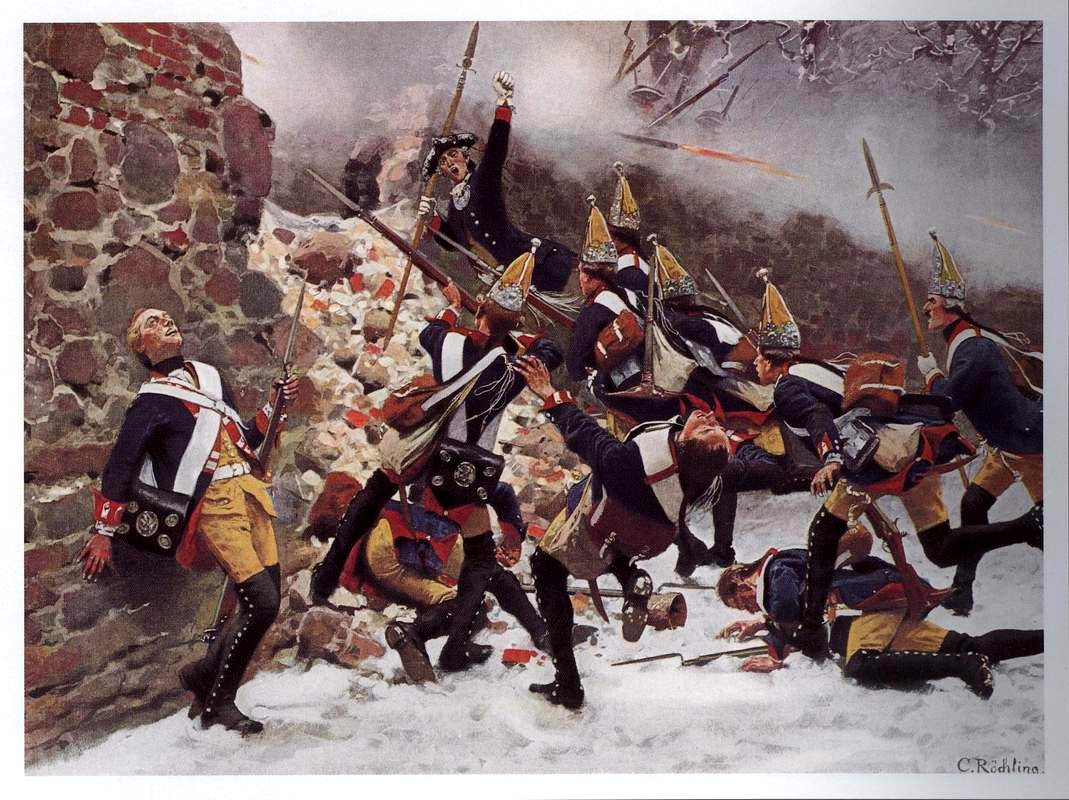
Carl Röchling: Pruští gardisté v bitvě u Leuthenu

Pražská posádka se spolu s vítěznými jednotkami maršála Dauna spojila 26. června a do čela tohoto uskupení byl opět postaven Karel Lotrinský. Pod jeho velením posléze armáda vyrazila ve stopách ustupujícího protivníka. Její přesuny byly značně těžkopádné, nicméně ve chvíli, kdy překročila lužické hranice, byl Fridrich II. nucen stáhnou své rozdělené síly do Saska, kde se 8. srpna spojily do jediného celku. Takto posílen vstoupil na území Horní Lužice, kde se snažil princi Karlovi vnutit rozhodující bitvu. Když shledal, že jeho pokusy nevedou k žádným výsledkům, zanechal na místě část vojska pod velením bevernského vévody Augusta Viléma a sám se s 12 000 muži vydal do Durynska čelit postupujícím Francouzům. Za jeho nepřítomnosti však Rakušané obsadili Budyšín a 7. září u Moysu vítězně napadli izolovaný sbor generála Winterfeldta. Posléze pokračovali dál na území Slezska, avšak jejich pochod byl velmi pomalý a Bevernova armáda jim stále unikala. Nakonec se princ Karel rozhodl táhnout ke slezské metropoli Svídnici a zahájil její obléhání. Město padlo Rakušanům do rukou 12. listopadu. Povzbuzen nejen svými úspěchy, ale i zdařilými operacemi ruských spojenců, dal princ Karel rozkaz podmaršálkovi Hadikovi, aby s 3500 jezdci vpadl do Braniborska. Hadikovi se 16. října podařilo proniknout až do Berlína, jehož obyvatelé byli donuceni zaplatit 215 000 tolarů výpalného. Po obsazení Svídnice dostal Karel Lotrinský pokyn z Vídně, aby obsadil také Vratislav. Před jejími hradbami se mu 22. listopadu konečně rozhodla postavit zakopaná armáda Augusta Bevernského. Za oboustranně vysokých ztrát (Prusové přišli o 6200 mužů, Rakušané o 5802 mužů) se Rakušanům podařilo Prusy z jejich pozic vytlačit a Vratislav oblehnout. O dva dny později bevernského vévodu zajala hlídka pandurů. Samotné město kapitulovalo 25. listopadu.
Pád Vratislavi byl pro krále Fridricha těžkou ztrátou. Neprodleně proto shromáždil asi 35 000 vojáků a rychlými pochody postupoval proti Rakušanům. Princ Karel, navzdory své obvyklé opatrnosti, opustil pevné postavení před Vratislaví a v čele dvojnásobně silnějšího uskupení vyrazil navečer 4. prosince pruskému panovníkovi vstříc. O den později se obě armády utkaly v bitvě u Leuthenu, v níž Rakušané utrpěli drtivou porážku. Kromě toho, že ve zmatku opustili bojiště, octlo se 12 000 jejich vojáků v zajetí a 10 000 jich bylo zabito. Ihned po dosaženém vítězství vojsko Fridricha II. oblehlo Vratislav, jejíž posádka kapitulovala 20. prosince. Do konce roku padla i pevnost Lehnice. Otřesená Marie Terezie v důsledku těchto událostí zbavila prince Karla Lotrinského vrchního velení rakouských ozbrojených sil a na jeho místo jmenovala maršála Dauna.

### Prusko-francouzská fronta
V dubnu překročilo 115 000 francouzských vojáků pod velením hraběte d'Estrées Rýn a vstoupilo do Vestfálska. V tomto severozápadním říšském regionu stálo 47 000 mužů britsko-hannoverské pozorovací armády v čele se synem britského krále vévodou z Cumberlandu, který se před markantní přesilou dal na ústup k opevněnému táboru u Brackwede. Zajištěn touto polní fortifikací se britský vévoda připravoval na bitvu, ke které však nedošlo, neboť 13. června k němu dorazily zprávy, že se jej Francouzi snaží obejít zprava a odříznout mu cesty k hannoverskému zázemí. Ustoupil proto hlouběji do vnitrozemí, čímž nepřátelům umožnil obsadit spolu s Vestfálskem Hesensko i východní Frísko a postupovat dál směrem na Hameln. Vědom si možného ohrožení hannoverské metropole zastavil vévoda z Cumberlandu ústup a 26. července se obě vojska utkala v bitvě u Hastenbecku. Střet skončil nepřesvědčivým francouzským vítězstvím, přičemž generál d'Estrées přišel o 2300 mužů oproti 1400 vojákům protivníka. V polovině srpna byl kvůli dvorským intrikám francouzský vrchní velitel odvolán a na jeho post byl dosazen vévoda Richelieu. Jelikož se jeho armáda začala potýkat se zásobovacími obtížemi, přivítal možnost rokovat s vévodou z Cumberlandu, jenž jednal na pokyn svého otce, o příměří. To bylo podepsáno ve dnech 8–10. září v Kloster Zevenu, a Francouzům se tak uvolnila cesta do nitra Pruska. 17. září se Francouzi spojili s 20 000 armádou, kterou do pole postavila Svatá říše římská.
Fridrich II., jenž neměl dostatek sil, aby bojoval se všemi nepřáteli najednou, se rozhodl postupovat proti každému z nich jednotlivě a uštědřovat jim porážky postupně. Na francouzsko-říšskou armádu zaútočil dne 5. listopadu u vesnice Rossbach. Jelikož jeho mužstvo disponovalo pouze polovičním stavem, než jaký do pole přiváděl nepřítel, předstíral ústup a pak skrytým paralelním pochodem udeřil do boku kolony pronásledovatelů. Francouzsko-říšské sbory utrpěly v bitvě u Rossbachu ostudnou porážku a stáhly se zpět k Rýnu.

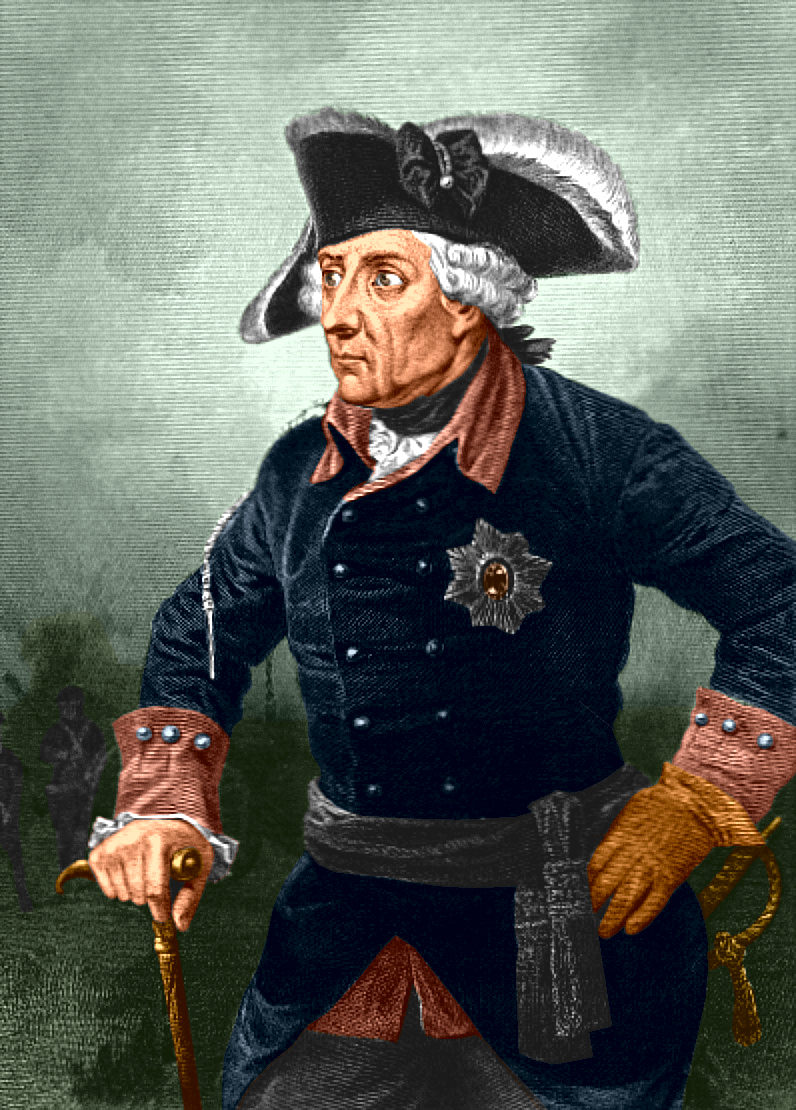
Pruský král Fridrich II.
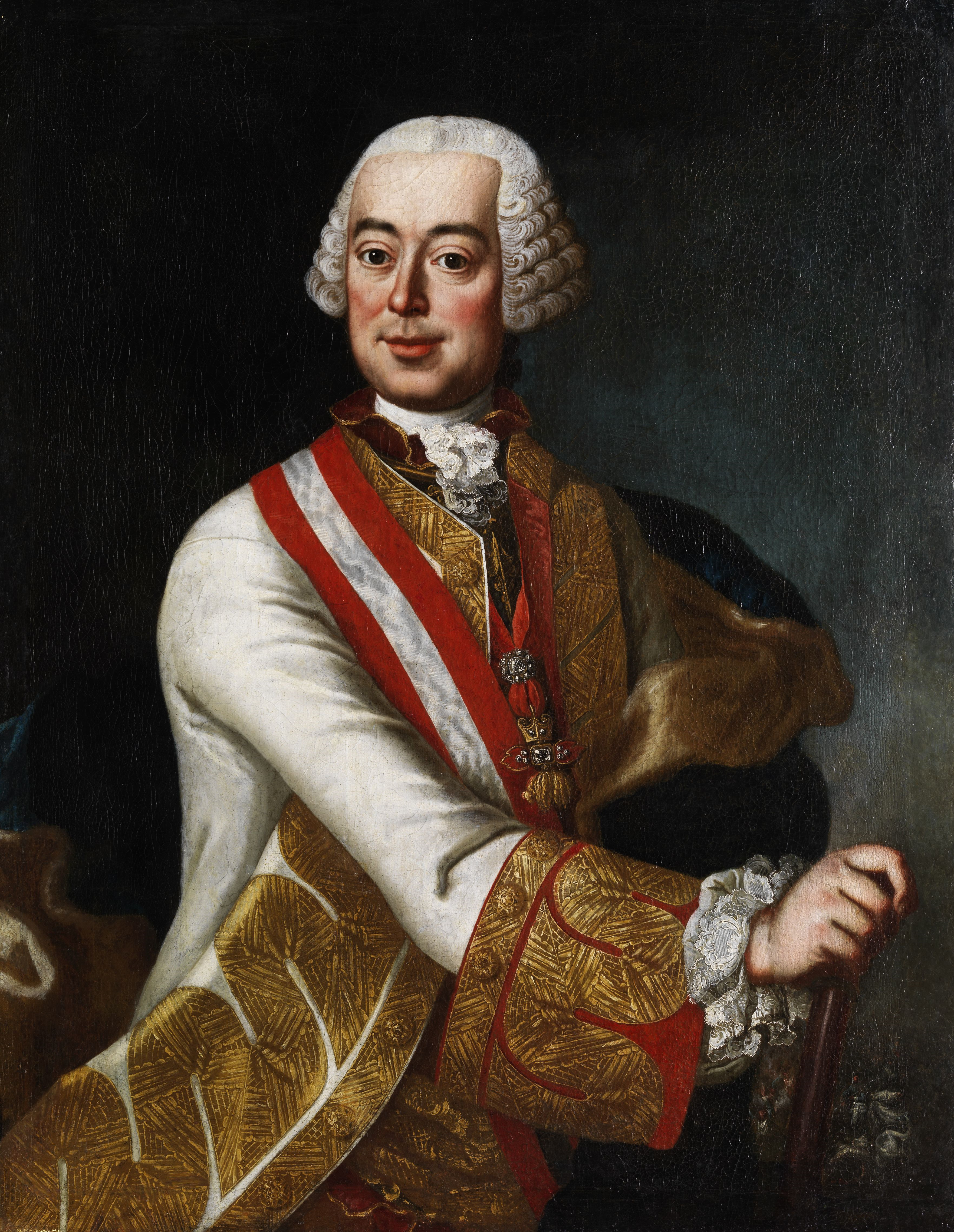
Maršál Leopold Daun
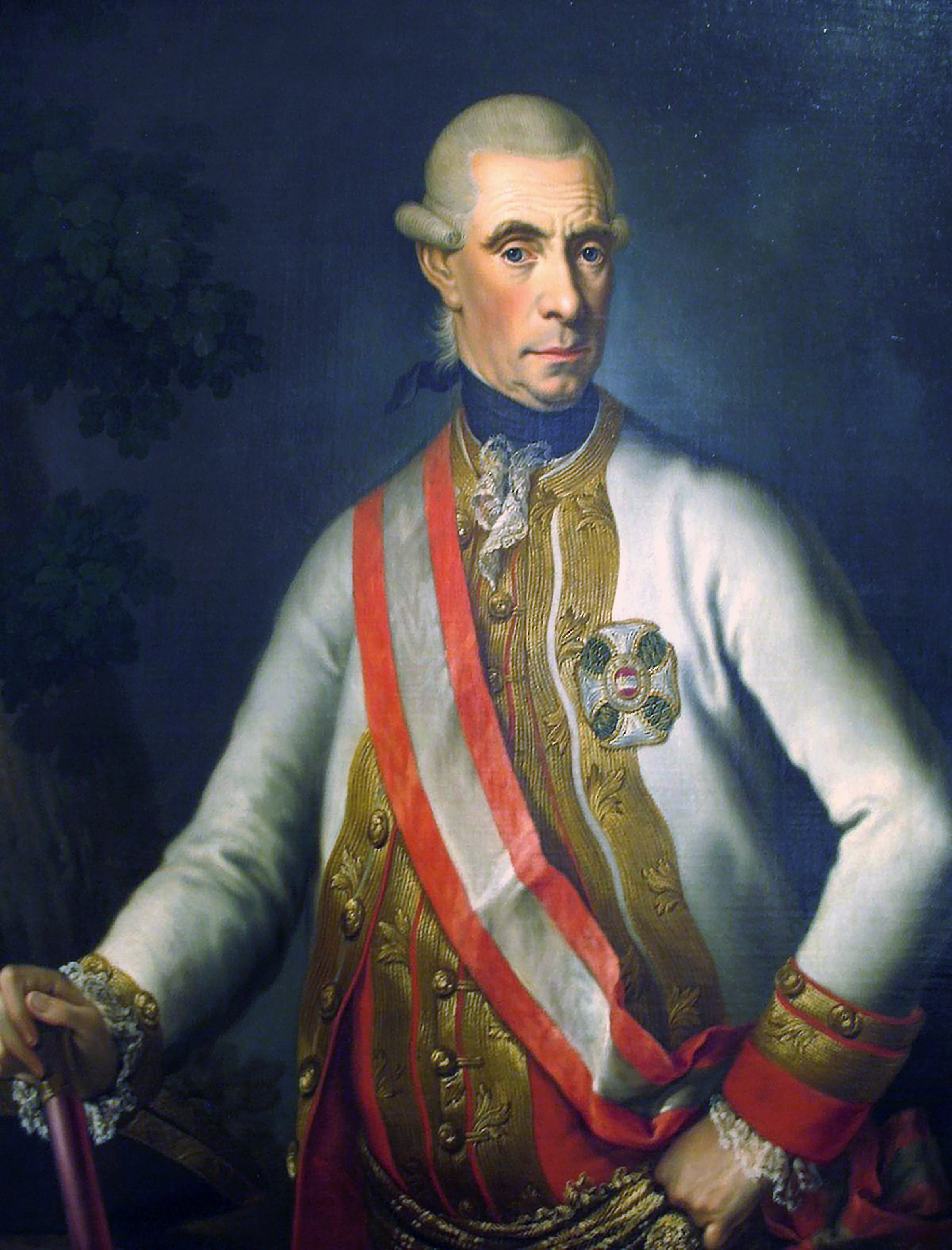
Gideon Ernst von Laudon
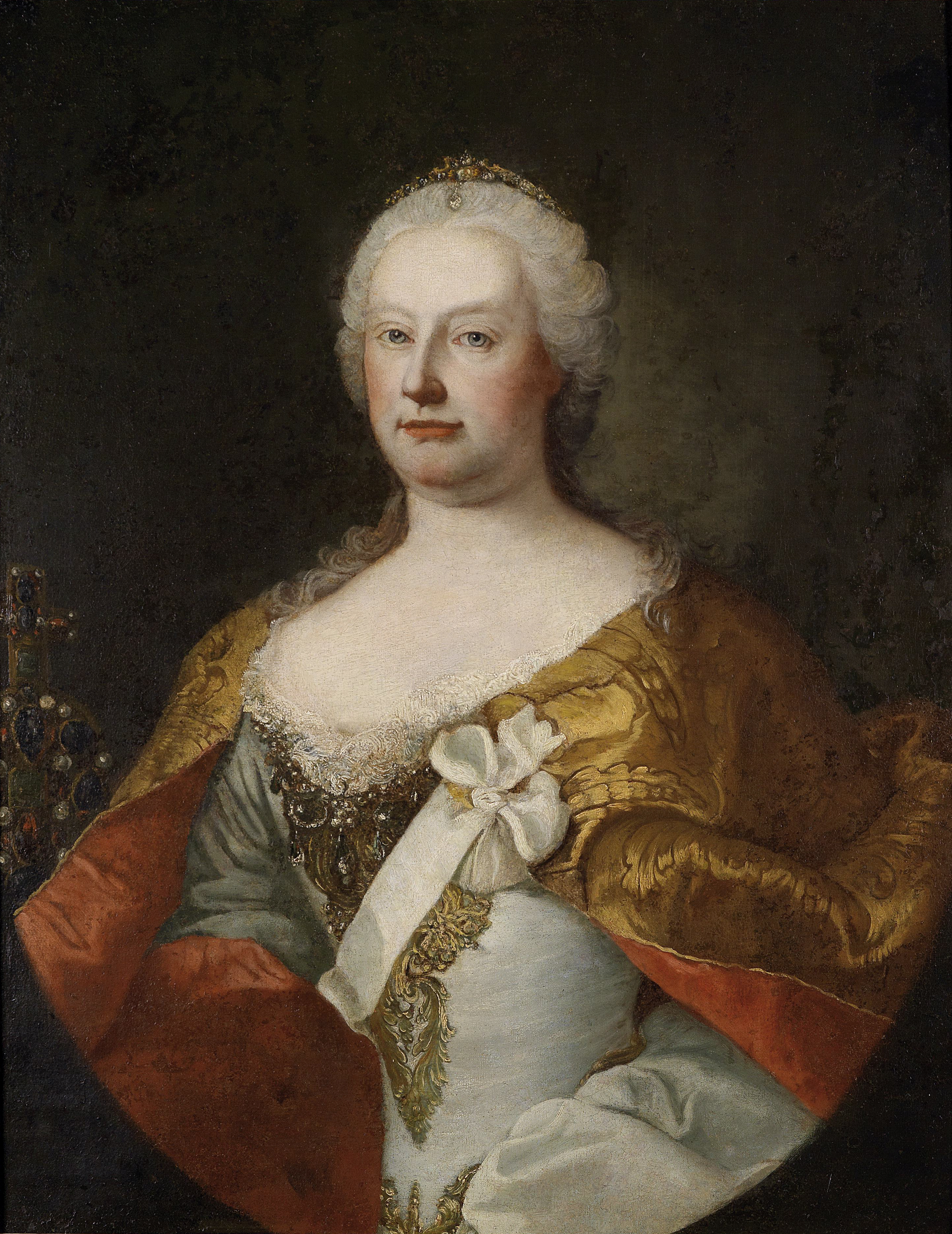
Císařovna Marie Terezie
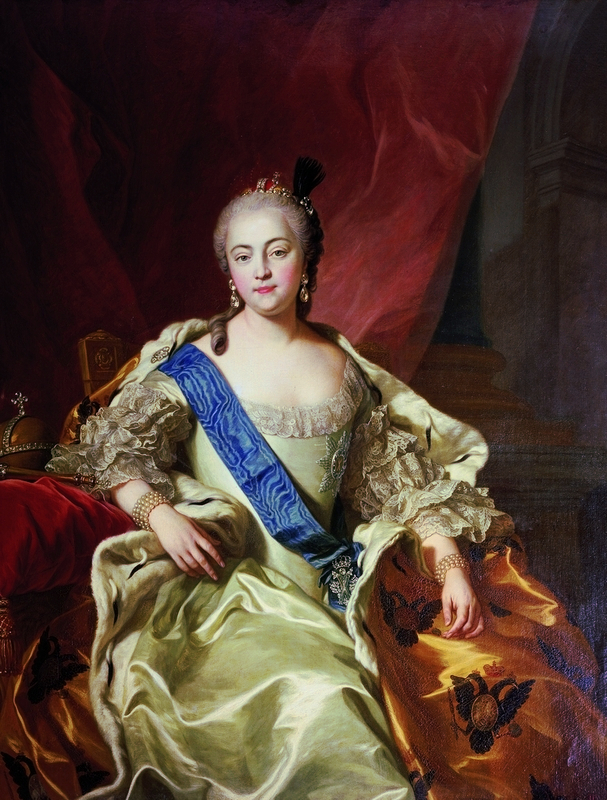
Carevna Alžběta I. Petrovna

### Prusko-ruská fronta
Rusové pod velením knížete Apraksina vstoupili do východního Pruska na přelomu června a července. Poté, co obsadili důležitou pevnost Memel, vyrazili hlouběji do nepřátelského vnitrozemí, kde jim 30. srpna zkřížil cestu sbor pruského maršála Lehwaldta. Ten nebral ohled na vlastní početní znevýhodnění a neprodleně na pochodující carské kolony zaútočil. V úvodní fázi bitvy u Gross Jägersdorfu vyvinul nápor na střed narychlo rozvinuté ruské linie a dostal protivníka pod zvyšující se tlak. Jeho počáteční úspěch zmařil až nečekaný útok čtyř ruských pluků pod velením generálmajora Rumjanceva, který vpadl do pravého Lehwaldtova boku a donutil jej vydat rozkaz ke spořádanému ústupu. Oproti všeobecnému očekávání však ruské velení nevyužilo vítězství k postupu na Berlín, ale obrátilo se zpět k Memelu. To vyvolalo v celé Evropě, zejména na ruském dvoře, bouři nepochopení, která vyvrcholila odvoláním knížete Apraksina a jeho nahrazením hrabětem Fermorem. Ruská armáda se posléze uložila na zimní kvartýry v Polsku, čím umožnila pruskému králi přesunout jednotky proti francouzsko-říšské armádě na západě.

### Prusko-švédská fronta
Švédové, pod velením generála Lantinghausena, vpadli do Pomořanska na jaře roku 1757. Avšak nedokázali dosáhnout výraznějších úspěchů a zatlačit pruskou armádu hlouběji do vnitrozemí. V říjnu převzal velení nad armádou maršál Ungern-Sternberg, kterému se naskytla možnost koordinovat pohyby s postupujícími Francouzi, ale ani on s armádou, která byla v dezolátním stavu, nedokázal využít nabízené příležitosti. Nakonec se v listopadu s vojskem stáhl za řeku Peene, kde byl nucen čelit pruské ofenzivě. Prusové postupovali po zamrzlých vodních plochách a záhy dobyli Wolin. Švédi se stáhli ke Stralsundu a Rujaně. Kvůli krachu celého tažení byl maršál Ungern-Sternberg odvolán a na jeho místo byl dosazen říšský rada Gustav Frederik hrabě von Rosen. Ten nechal v úžině mezi Rujanou a pevninou prosekat v ledu široké kanály, kvůli čemuž onemocněla třetina vojska. Až do konce války se opakovala situace, kdy na jaře Švédové vpadli na pruské území, avšak nekoordinovali postup s ostatními spojenci a na zimu se bez větších úspěchů stáhli do Švédského Pomořanska.
Vojenské úspěchy Pruska posílily jeho váhu v Británii, která se pod vedením státního tajemníka Williama Pitta rozhodla energičtěji pokračovat ve válce proti Francii.

## Rok 1758

### Prusko-rakousko-ruská fronta

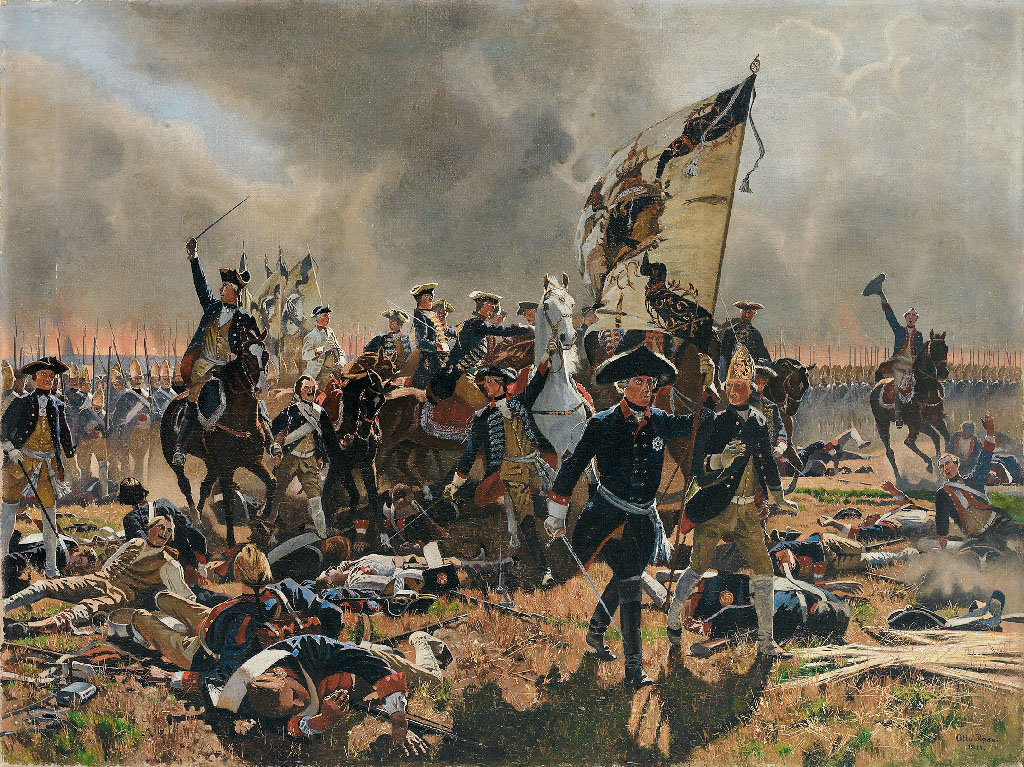
Fridrich II. na špici útoku v bitvě u Zorndorfu, kopie obrazu od Carla Röchlinga

Po nevydařeném pokusu vyjednat mír s Marií Terezií se Fridrich II. rozhodl dál pokračovat v ofenzivním způsobu vedení války a plánoval zasadit Rakousku rozhodující úder vpádem na Moravu. Aby odvrátil pozornost protivníka, rozmístil jádro své armády do v prostoru Landeshut–Friedland, čímž se pokusil vyvolat dojem, že hodlá opět útočit do Čech.
| „                                                                                   | Dobudu ve vší tichosti Svídnici a zanechám 15 000 mužů k ochraně pohoří; v případě, že budou chtít nepřátelské sbory pochodovat do Lužice, může se mu tam tento odřad postavit na odpor. Poté přenesu válku na Moravu. Potáhnu přímou cestou na Olomouc, a tak se bude muset nepřítel přesunout k její obraně. Potom dojde k bitvě v terénu, který si bude moci vybrat. Jestliže jej porazím, jak lze doufat, pak oblehnu Olomouc. Potom musí nepřítel, aby ochránil Vídeň, stáhnou všechny své síly tím směrem. Po dobytí Olomouce bude moci Tvoje armáda obsadit Prahu a udržet Čechy v klidu... | “ |
| — Strategický záměr Fridricha II., který nastínil v dopise svému bratru Heinrichovi | |   |

 18. dubna pruská armáda dobyla Svídnici, jejíž pád byl důležitým předpokladem pro zdárný vývoj celého připravovaného tažení, a na konci měsíce 55 000 mužů pod přímým velením pruského krále překročilo moravské hranice. Část z těchto jednotek v čele s maršálem Keith posléze oblehla Olomouc, jejíž pád měl Prusům otevřít cestu k rozhodujícímu úderu na Vídeň a k obsazení Čech. Jelikož se Fridrich II. potřeboval pojistit proti případnému Daunovu výpadu, byly početní stavy jeho mužstva u Olomouce nedostatečné a nedokázaly proto město odříznout od spojení s vnějším světem. Navzdory královu předpokladu maršál Daun nikam nespěchal a věnoval se výcviku nově zformovaného vojska; k Olomouci začal postupovat až v polovině června. Jedinou rakouskou aktivitu do té doby vyvíjeli husaři a panduři, kteří proti nepřátelským oddílům i zásobovacím konvojům podnikali intenzivní přepadové akce. Prusové doufali, že pád pevnosti urychlí příjezd zásobovacího konvoje s posilami, penězi a proviantem, jenž se soustřeďoval ve slezské Nyse. Transport, složený ze 4000 vozů a 10 873 vojáků ostrahy, jenž vyrazil na Moravu v druhé půli června, však k Olomouci nikdy nedorazil (výjimku tvořilo asi 100–200 vozů). 28. června byla kolona poprvé napadena oddíly generála Laudona u Guntramovic, 30. června pak byla rozprášena v bitvě u Domašova. Ztráta důležitého válečného materiálu definitivně zmařila vyhlídky krále Fridricha na brzké dobytí města. Navíc mu hrozilo, že jej maršál Daun odřízne od spojení se Slezskem a posléze uzavře do obklíčení. Všechny tyto okolnosti, včetně zpráv o ruské ofenzivě ve východním Prusku, pruského krále přinutily k rozhodnutí zrušit obléhání a přes Čechy a Kladsko ustoupit do Slezska.

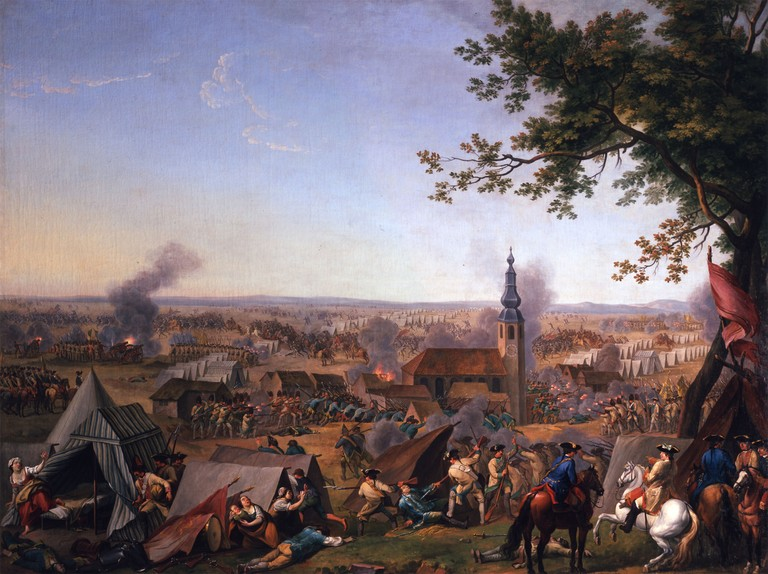
Hyacinth de La Pegna: Bitva u Hochkirchu

Armáda ruské carevny zahájila bojové operace krátce po Novém roce. 21. ledna padl do jejích rukou Královec a v dalších týdnech i celé východní Prusko. Po těchto úspěších maršál Fermor rozdělil svou brannou moc na tři části; sbor pod jeho vlastním velením mířil do Poznaně, sbor J. J. Browna k Varšavě a generál Rumjancev obdržel rozkaz postupovat na sever k pevnosti Kolberg. Hlavní nápor této ofenzívy směřoval k řece Odře, kde se 4. srpna Fermorův sbor zastavil u pevnosti Küstrin. Sem mířil i Fridrich II., ustupující rychlými pochody z Čech. Po cestě se s ním spojily jednotky hraběte Dohny, jež na králův rozkaz ukončily operace proti Švédům. 21. srpna se Prusům podařilo odříznout ruské hlavní síly od Rumjancevova sboru, čímž přinutili maršála Fermora zrušit obléhání Küstrinu a ustoupit do výhodnějšího postavení u vesnice Zorndorf. Zde na něj pruský král zaútočil i přes početní nevýhodu zaútočil. Bitva u Zorndorfu se odehrála 25. srpna a bylo v ní zraněno nebo zabito 19 000 Rusů a 12 000 Prusů. Po doznění posledních výstřelů si vítězství přisvojily obě strany, nicméně dva dny po střetnutí se jako první z bojiště stáhla ruská armáda. Při ústupu ji pronásledoval pouze 17 000 sbor knížete Dohny. Fridrich II. se zbytkem vojska zamířil do Saska, kam směřoval maršál Daun. Zde se snažil rakouského vrchního velitele vylákat z opevněného tábora a přimět k bitvě. V tomto směru však neuspěl, rozhodl se proto nechat své vojáky odpočinout poblíž Budyšína. Toho Daun využil k překvapivému útoku a 14. října vpadla jeho armáda do nezajištěného pruského tábora, kde uštědřila Fridrichu II. tvrdou porážku. V bitvě u Hochkirchu ztratili Prusové 9000 a Rakušané 7000 mužů, maršál Daun však nevytěžil ze svého vítězství žádný užitek. Nechal krále Fridricha uniknout, čímž mu umožnil přispěchat na pomoc Nyse, kterou obléhalo 20 000 Rakušanů pod velením generála Harscha. Na konci listopadu se uchýlily rakouské jednotky do zimních kvartýrů a Fridrichovi II. se podařilo opět ovládnout celé Slezsko a Sasko.

### Francouzsko-hannoversko-britská fronta
Spojenci operující na území Svaté říše římské se počátkem roku dostali do strategické defenzivy. Kvůli nemocem a dezercím mohl nový velitel francouzsko-říšské armády Ludvík, hrabě z Clermontu nasadit do bojových operací pouze 39 000 vojáků. Snažil se proto ustupovat a manévrovat tak, aby se nedostal s 32 000 britsko-hannoverskou armádou do kontaktu. Na přelomu března a dubna se Francouzi stáhli za Rýn, avšak již na konci června byli nuceni čelit dalšímu protiútoku a pozvolna ustupovat k Máze, kde mělo dojít k jejich předpokládanému spojení s vojskem generála Rohan-Soubise. Vévoda Ferdinand Brunšvický nehodlal spojení těchto dvou celků připustit a zaútočil na armádu hraběte z Clermontu u města Krefeldu. K bitvě u Krefeldu došlo 23. června, a přestože si spojenci vybrali výhodnější postavení, byli na hlavu poraženi. Jejich ztráty činily 8200 mužů oproti osmnácti stům vojákům britsko-hannoverských sil. Francouzskou reputaci 23. července napravil až generál Rohan-Soubise, jenž v bitvě u Sandershausenu porazil početně pětkrát slabší hannoversko-hesensko-kasselskou armádu prince Isenburga, což mu umožnilo obsadit část Hesenska a Brunšvicka. V září pak pokračoval dále na Hannover. Pro další podzimní měsíce však byly válečné operace ukončeny a obě strany se stáhly do zimních kvartýrů.

## Rok 1759

### Prusko-rakousko-ruská fronta

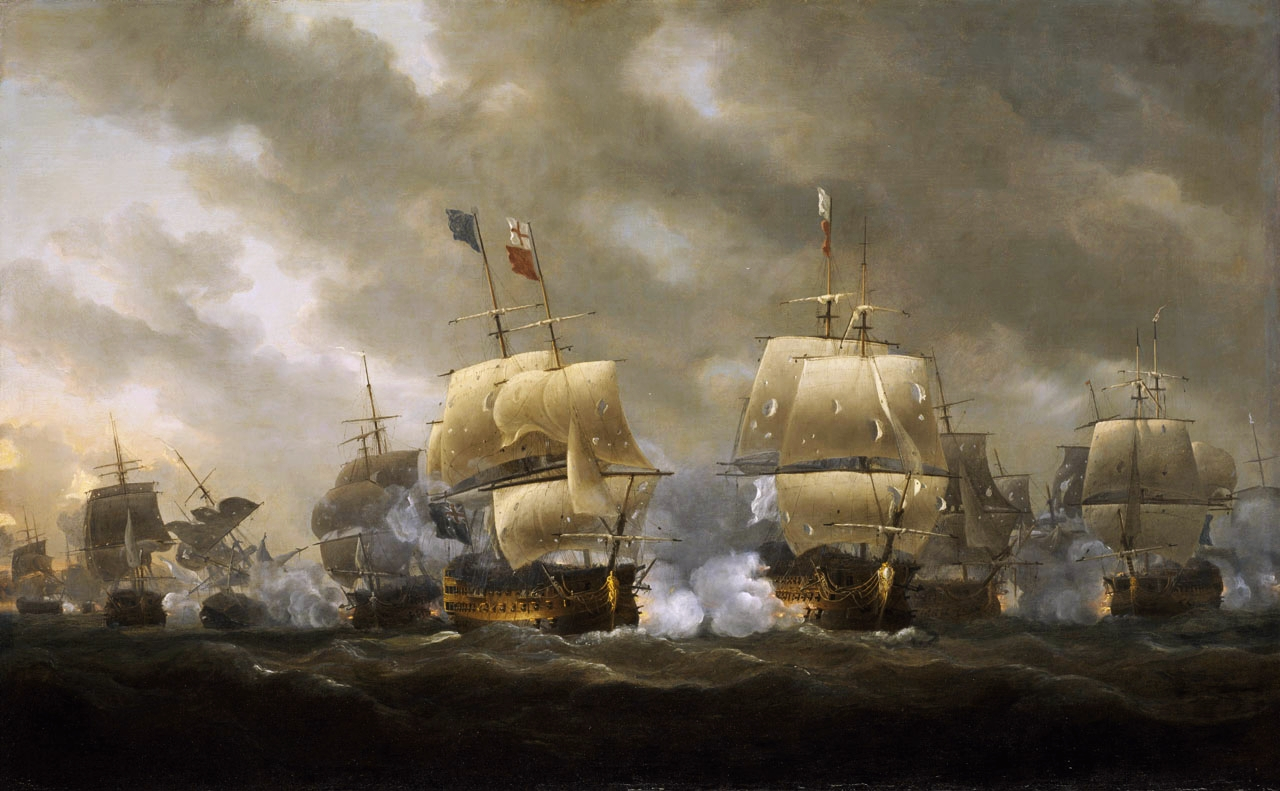
Nicholas Pocock: bitva u Quiberonu, jedna z událostí, díky nimž se po sedmileté válce stala z Británie námořní velmoc

Počátkem roku pruský král rozdělil svou armádu na pět částí. Osobně se postavil do čela 50 000 mužů v Dolním Slezsku, svého bratra prince Heinricha pověřil velením 28 000 mužům v Sasku, generálovi Fouqué určil 13 000 vojáků v Horním Slezsku, generálovi Dohna 28 000 mužů v Pomořansku a 5000 vojáků pod velením generála Kleista bylo vyčleněno pro operace proti Švédům. Jelikož Fridrich II. předpokládal, že se hlavní akce budou odehrávat na území Slezska, rozhodl setrvat v aktivní defenzivě. Rakušané se naopak pokusili spojencům učinit návrh, aby při svých ofenzivních akcích postupovali jednotně a koordinovaně, nicméně každý ze států bral ohledy na vlastní válečnou politiku, a tak se tento záměr v roce 1759 uskutečnil jen částečně.
Jako první ze spojenců vojenské operace zahájila ruská armáda, jež koncem dubna překročila Vislu. Fridrich II. proti Rusům, v čele s novým velitelem hrabětem Saltykovem, vyslal generála Dohnu, který měl za úkol napadat jejich jednotlivé sbory. Pruský generál však nebyl schopen svou roli sehrát ke králově spokojenosti a brzy byl nahrazen generálem von Wedell, jenž navíc obdržel rozkaz zabránit připravovanému spojení ruské a rakouské armády. 23. července proto von Wedell zaútočil na výrazněji silnější armádu protivníka u vesnic Kay a Paltzig (proti 40 000 Rusům stálo 27 400 Prusů), bitva u Paltzigu mu však vynesla těžkou porážku a bezprostředně po střetnutí byl nucen se s armádou stáhnout. Generál Saltykov po svém vítězství pokračoval dál k Frankfurtu nad Odrou, kde se 5. srpna spojil se sborem rakouského generála Laudona.

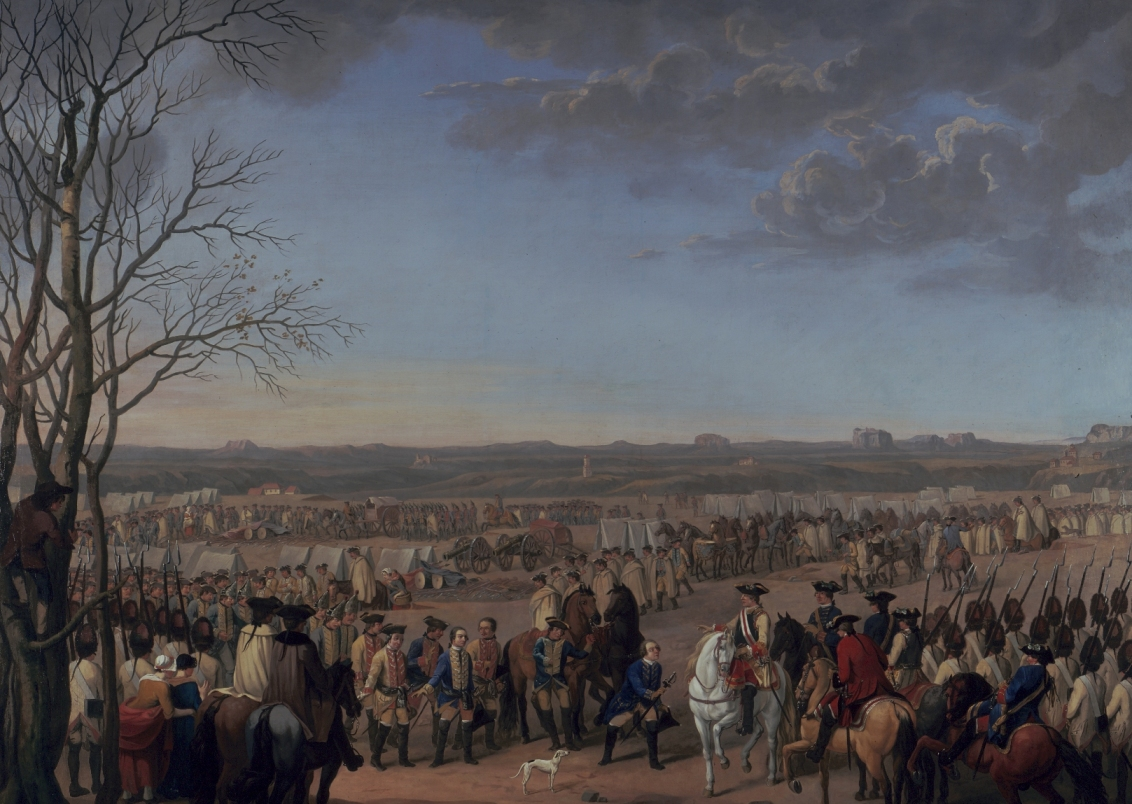
Hyacinth de La Pegna: Bitva u Maxenu

V prvním květnovém týdnu došlo v severovýchodních Čechách k dílčím srážkám, jež vyprovokovaly pruské oddíly, které uskutečnily několik diverzních akcí s účelem narušit protivníkovo zázemí. Rakouská armáda pod velením maršála Dauna obdržela rozkaz táhnout do Slezska teprve na konci června. V Lužici se od ní oddělil sbor Gideona von Laudona, který se měl spojit s Rusy, a sbor generála Hadika, který pokračoval vstříc princi Heinrichovi. Pruský princ však svůj sbor záhy připojil k hlavní armádě a generál Hadik proto dostal rozkaz spojit se s generálem Laudonem a Rusy. 11. srpna Fridrich II. překročil Odru, aby se přiblížil k opevněnému rusko-rakouskému táboru a druhého dne se obě vojska střetla v bitvě u Kunersdorfu. Po několikahodinovém boji utrpěla téměř padesátitisícová pruská armáda od osmdesátitisícové armády spojenců drtivou porážku, nicméně díky liknavosti a neschopnosti vítězů dohodnout se na dalším postupu, přišel celý jejich úspěch vniveč. Fridrich II. stačil zkonsolidovat armádu a princi Heinrichovi, spolu s generály Finckem a Wunschem, se podařilo vázat v lužické a saské oblasti rakouské síly, čímž je udržel dál od Berlína a Slezska. V rámci těchto operací se spojencům podařilo opět obsadit Drážďany a generál Hadik, velící říšsko-rakouské armádě, byl 21. září poražen slabší pruskou armádou generála Fincka v bitvě u Korbitzu nedaleko Míšně.
Když Rakušané nevyhověli žádosti Rusů, aby poslali Laudonovi posily, Saltykov se rozhodl k návratu do Polska. Po Daunově snaze nakonec ruský spojenec svolil k obléhání Hlohova, ale při přesunu se pruské armádě podařilo Rusy obejít a přehradit jim cestu pevným postavením. Po několika marných pokusech prorazit nakonec Rusové pokračovali v původním záměru a vydali se do polských kvartýrů. Jakmile si Fridrich II. uvolnil ruce na východě, obrátil svou pozornost do Saska. Rakušané nechtěli riskovat další bitvu a začali se připravovat na ústup. Pruský král se rozhodl jim stažení zkomplikovat a dal rozkaz 15 000 sboru generála Fincka, aby obsadil pohraniční průsmyky. Maršál Daun však překvapil generála Fincka v jeho pozicích a 20. listopadu se mu v bitvě u Maxenu podařilo pruský sbor obklíčit. Druhý den Prusové kapitulovali a do rakouského zajetí padlo 13 000 nepřátelských vojáků, včetně devíti generálů. Díky intervenci Marie Terezie a neústupnosti Fridricha II. obě armády setrvaly v Sasku přes celou zimu až do února roku 1760, kdy se k armádě pruského krále připojil sbor korunního prince. Kvůli mrazu a epidemiím ztratily obě strany velké množství mužů i sil. Vzhledem k vojenským neúspěchům Pruska se oslabila jeho pozice u britského spojence a Britové připravovali mírový návrh. Avšak jednání vedená na konci roku v Nizozemí ztroskotala a spojenci se rozhodli dál pokračovat ve vedení války v souladu s versailleskou smlouvou.

### Francouzsko-hannoversko-britská fronta

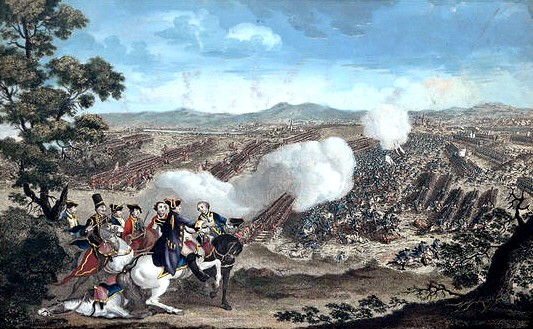
Bitva u Mindenu

Francouzské síly na říšském území byly počátkem roku 1759 rozděleny na dvě části. První z nich tvořila hlavní armáda pod velením maršála Contadese, jenž disponoval 66 000 muži, druhou byla tzv. mohučská armáda v čele s maršálem de Broglie, který měl pod svým velením 31 000 vojáků. 13. dubna na Broglieho oddíly poblíž Frankfurtu nad Mohanem zaútočil Ferdinand Brunšvický s hannoversko-britskou armádou (71 800 vojáků). Při bitvě u Bergenu chtěl využít početní převahy, kterou disponoval před spojením dvou francouzských armád, ale jeho protivník obsadil výhodnější postavení a na všech frontách odrazil pokus o zdolání svých pozic. Po tomto úspěchu velitel francouzského vojska, vévoda de Contades, zahájil všeobecnou ofenzivu. S Broglieho vojskem se spojil 3. června u Giesenu a společně zanedlouho dobyli pruskou pevnost Minden. 1. srpna se Brunšvický vévoda rozhodl s Francouzi u Mindenu svést bitvu, v níž se mu podařilo zvítězit, čímž přinutil protivníka stáhnou se do Kastelu.
Pro tento rok francouzská válečná rada naplánovala rovněž invazi do Británie. Francouzští vojáci se měli vylodit v ústí Temže a ve Skotsku. Z invaze však sešlo, neboť 19. srpna byla jedna z francouzských flot poražena v bitvě u Lagosu. 20. listopadu se navíc Britům podařilo odhalit druhou francouzskou invazní flotu a uštědřit jí porážku v bitvě u Quiberonu. Britové dosáhli jednoho z největších námořních vítězství ve své historii a Francouzi ztratili největší část válečného loďstva. Porážka byla o to zdrcující, že nadále nebyli schopni čelit britské námořní blokádě a postupně ponechali zámořské kolonie svému osudu.

## Rok 1760

### Prusko-rakousko-ruská fronta

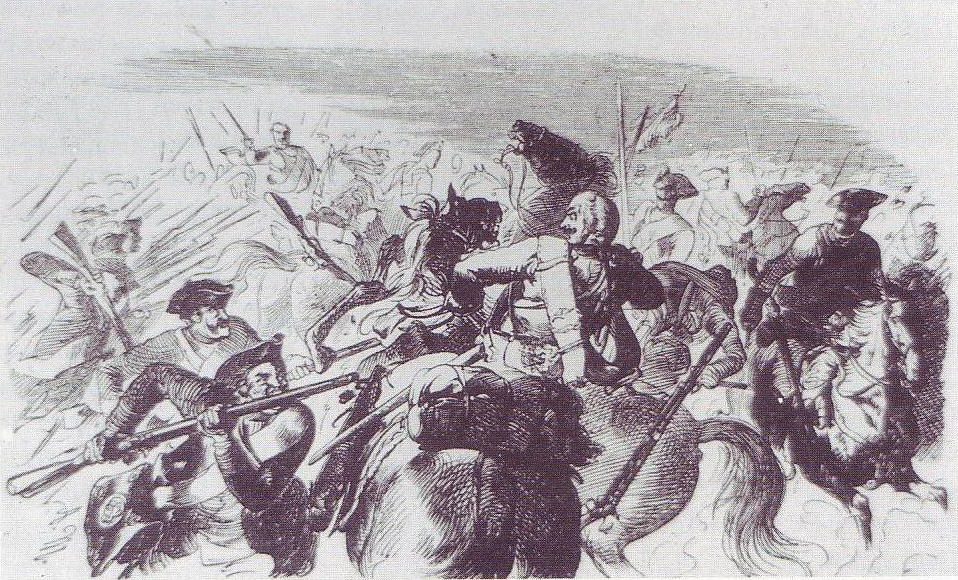
Adolf von Menzel: Bitva u Lehnice

První válečné operace roku zahájil polní zbrojmistr Laudon, který se svými oddíly 15. března vyrazil směrem do Horního Slezska. Začátkem června překročil hranice Kladska, kde sevřel do obklíčení 11 000 sbor generála Foqué. 22. června tento odřad naprosto zničil v bitvě u Landeshutu, přičemž z jeho kleští uniklo pouze 1000 Prusů. Mezitím se Fridrich II., jenž využil zimní nečinnosti protivníka ke konsolidaci vojska a pokusům nabízet mír všem spojencům Marie Terezie, pokoušel vylákat maršála Dauna z pevného postavení u Drážďan. Jeho opakované pokusy se setkaly s úspěchem teprve ve chvíli, kdy se rozhodl předstírat ústup do Slezska. Rakušané se pokusili pruského krále předstihnout a zahradit mu cestu, Fridrich II. se však otočil zpět k Drážďanům a zahájil jejich ničivé obléhání. Ve chvíli, kdy maršál Daun obdržel zprávy o protivníkově manévru, usoudil, že jde o lest, která ho měla nalákat do připravené pasti. Nicméně nebyl ochoten dopustit, aby saská metropole padla do pruských rukou, a proto vyrazil obráncům na pomoc. Když Fridrich II. zjistil, že se mu do zad blíží protivníkovy síly, jež se navíc zmocnily netrpělivě očekávaného zásobovacího transportu z Magdeburgu, rozhodl se zrušit obléhání a přesunout se ke slezské Vratislavi, kterou 1. srpna oblehl polní zbrojmistr von Laudon. Jakmile se Laudon dozvěděl o příchodu hlavního protivníkova vojska, ustoupil od města a vyčkal na příchod maršála Dauna. Ke spojení obou armád došlo 10. srpna, ve stejný den, kdy dorazil Fridrich II. k Lehnici. Zde se 15. srpna obě vojska střetla v generální bitvě. Pruský král měl k dispozici 30 000 vojáků, jeho protivníci téměř třikrát tolik, přesto se mu díky předvídavému přeskupení sil podařilo drtivě zvítězit. Pruské ztráty v bitvě u Lehnice činily 3500 mužů oproti 10 000 Rakušanům. Krátce po svém úspěchu se Fridrich II. stáhl k Vratislavi, kde se spojil s vojskem prince Heinricha. Daun ustoupil střežit české hranice a Laudon se přemístil k pevnosti Střihom.
Vrchní velitel ruského vojska generál Fermor, jenž ve funkci nahradil maršála Saltykova, vyslal koncem léta 20 000 vojáků generála Černyševa spolu s 15 000 sborem rakouského generála Lacyho, aby obsadili pruskou metropoli Berlín. 9. října složila berlínská posádka zbraně a městská rada, která se chtěla vyvarovat ostřelování města, vyplatila spojencům tučné výpalné. 12. října dorazila ke spojencům zpráva, že se k městu blíží pruský král, rozhodli se proto metropoli opustit. Rusové se stáhli za Odru a Rakušané do Slezska. Když Fridrich II. zjistil, že rusko-rakouská vojska Berlín vyklidila, nasměroval své muže do Saska, které obsadily říšské a rakouské sbory. Pruskému králi se podařilo dobýt zpět Lipsko a Wittenberg a následně se rozhodl zaútočit na maršála Dauna v opevněném táboře u Torgau. Pro tuto bitvu disponoval 50 000 muži, přičemž jeho protivník měl armádu o pouhých několik málo tisíc mužů početnější. K bitvě u Torgau došlo 3. listopadu a Fridrich II. v ní dosáhl nečekaného vítězství. Obě vojska ztratila zhruba 16 000 mužů a na rakouské straně byl zraněn maršál Daun. Po bitvě se Rakušané stáhli do Drážďan, kde přečkali zimu.

### Francouzsko-hannoversko-britská fronta
Na říšském území byly bojové operace obnoveny až v červnu. Francouzi své síly opět rozdělili na dvě části. Hlavní armáda, jejíž velení převzal maršál Broglie, operovala v Hesensku, tzv. dolnorýnská armáda pod velením generála Saint–Germain překročila Rýn a dosáhla Dortmundu. 10. července vévoda Broglie zvítězil ve srážce u Korbachu a 31. července obsadil pevnost Kassel. Téhož dne byl francouzský generál Muy poražen hannoversko-britským sborem v bitvě u Wartburgu. Ačkoli se tímto vítězstvím Ferdinandovi Brunšvickému podařilo zastavit francouzský postup na sever, zjistil, že proti protivníkovi není schopen dalších zásadních podniků a vyklidil Hesensko. K dalším akcím se odhodlal teprve na konci října, když se neúspěšně pokusil dobýt významnou pevnost Wesel. Stejného výsledku dosáhl i ve snaze zabránit postupu Francouzů do dolního Saska. Ten zastavil až příchod zimy, která přiměla maršála de Broglie ubytovat své muže v kvartýrech v Porýní, Hesensku a Durynsku.

## Rok 1761

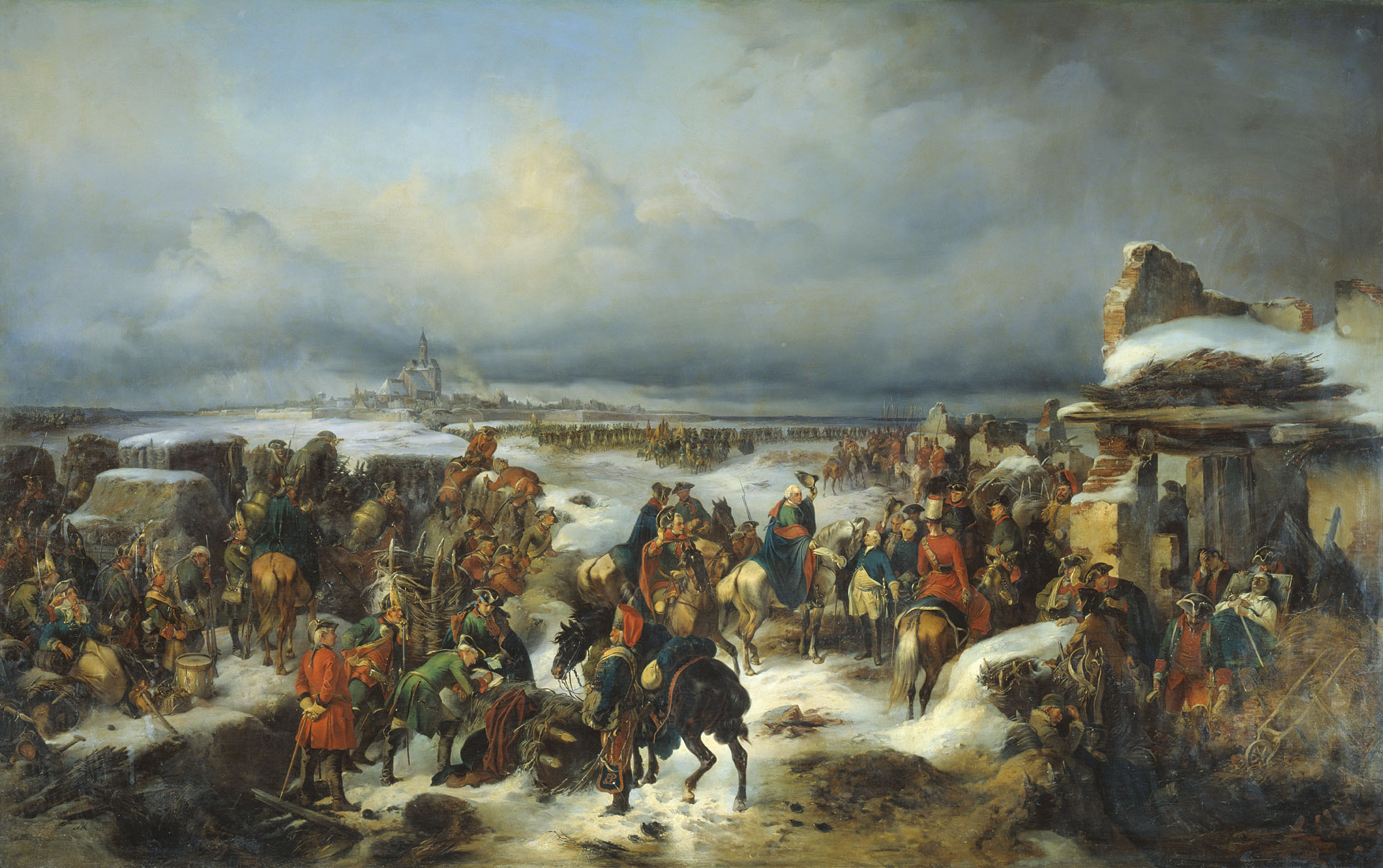
Alexander Kotzebue: pád pevnosti Kolberg. Pohled ze strany ruských vojáků

Začátkem roku mohli Fridrich II. se svými spojenci postavit do pole 190 000 vojáků, jejich protivníci dvojnásobek. Pruský král zahájil bojové operace vpádem do Kladska počátkem března. Kvůli špatnému stavu armády si však nemohl dovolit větší ofenzivní akce, a tak v první polovině roku znepřátelená vojska povětšinou strategicky manévrovala a snažila se zaujmout co nejvýhodnější postavení. Když ruská armáda, pod velením nového velitele maršála Buturlina, přitáhla do dolního Slezska, snažil se Fridrich II. zabránit jejímu spojení s Laudonem. Rakouský vojevůdce však pruského krále oklamal zdařilým manévrem a spojencům, v počtu 150 000 vojáků, se na konci srpna podařilo pruského krále obklíčit v opevněném táboře u Bunzelwitzu (několik kilometrů od Svídnice). Spojenci se však kvůli liknavému ruskému maršálovi nedohodli na společné akci a ruská armáda, kromě 20 000 Černyševova pomocného sboru, 9. září odtáhla zpět do Polska. Dne 26. září opustil Fridrich opevněný tábor a odtáhl do blízkosti města Nisa. Toho využil Laudon a 1. října padla Svídnice do rakouských rukou. Fridrich II. svou armádu rozložil v okolí Střelína mezi Vratislaví a Svídnicí. Zde ke králi dorazilo poselstvo tatarského chána Kerima Geraje s příslibem vojenské pomoci pro příští rok. Koncem roku navázal s Fridrichem diplomatické styky také turecký sultán, který shromažďoval u Bělehradu vojsko proti Fridrichovým nepřátelům.
Rusové se ve východním Prusku snažili dvakrát neúspěšně dobýt pevnost Kolberg. Nakonec se maršálu Rumjancevovi podařilo pevnost obklíčit a 16. prosince přinutil její obránce kapitulovat. Tímto počinem se ruské armádě podařilo velmi významně ohrozit pruské zásobovací cesty a posílit své postavení na již dobytém území.
Na západní frontě zahájili Francouzi tažení až v červnu. 15. července se střetli s armádou Ferdinanda Brunšvického v bitvě u Vellinghausenu. I když francouzské vojsko utrpělo porážku, snažil se maršál Broglie až do konce roku provést na nepřítelem obsazené území několik výpadů. Další konfrontaci s vévodovou armádou se však obezřetně vyhýbal, a hannoversko-britské armádě se tak podařilo uhájit Francouzi ohrožené oblasti.
Francouzské diplomacii se tento rok podařilo učinit významný krok. 15. března obnovila se španělským dvorem bourbonský rodinný pakt. Ten byl původně nasměrován proti Rakousku a jeho zájmům v Itálii, ale v současné chvíli spojil obě země proti Británii. Hrabě William Pitt se snažil v reakci na tento akt v anglickém parlamentu prosadil vyhlášení preventivní války Španělsku, ale nebyl vyslyšen, a rezignoval proto na post předsedy vlády.

## Rok 1762

### Prusko-rakousko-rusko-říšská fronta
K největšímu zvratu ve válce došlo 5. ledna, když v Petrohradě zemřela carevna Alžběta Petrovna. Jejím nástupcem se stal její synovec Petr Fjodorovič, toho jména třetí. Nový car byl odjakživa velkým obdivovatelem Fridricha II. a jeho prvním rozhodnutím proto bylo ukončení války proti Prusku. Veškerá dobytá území a váleční zajatci byli navráceni novému spojenci a Černyševův sbor, přičleněný k Laudonově armádě, se měl připojit k armádě pruského krále. 16. března Prusko a Rusko podepsali smlouvu o uzavření příměří a 15. května bylo příměří stvrzeno mírovou smlouvou. Za nastalé situace bylo nuceno s Pruskem uzavřít mír i podpory zbavené Švédsko. Díky těmto událostem vojenská situace na prusko-rakousko-ruské frontě poněkud stagnovala. K dalšímu vývoji došlo až 9. července, když došlo v Petrohradě k palácovému převratu, při kterém byl nový car svržen a na jeho místo nastoupila jako regentka za syna Pavla jeho manželka Kateřina II., později zvaná Veliká. Generál Černyšev vzápětí obdržel od své panovnice rozkaz ukončit součinnost s pruskou armádou. Avšak Fridrich II., který se právě připravoval udeřit na část armády maršála Dauna před Svídnicí, generála přemluvil, aby svůj odchod o tři dny odložil a sám 21. července podnikl na Rakušany překvapivý útok. Zaskočení Rakušané brzy opustili své pozice a 4. srpna vojska Fridricha II. dokončila obkličovací kruh kolem slezské metropole. 16. srpna se sice jednotky maršála Dauna pokusily pevnost z obklíčení vymanit, ale po tuhém pruském odporu byly nuceny odpochodovat a ponechat město svému osudu. 9. října posádka Svídnice kapitulovala, čímž skončily vlastní boje o Slezsko.
V Sasku se v srpnu spojila říšská armáda s armádou generála Hadika. 29. října napadl princ Heinrich její levé křídlo a drtivě ji porazil v posledním velkém střetnutí sedmileté války v bitvě u Freibergu. Spojenecká armáda, která ve zmatku ustoupila do Drážďan, ztratila na 7000 mužů, Prusové 1400 vojáků. Dne 24. listopadu, po několika marných pokusech Prusů vylákat Rakušany ze saské metropole, uzavřely obě strany příměří. V tuto dobu si již císařovna Marie Terezie uvědomovala, že se jí pruského krále nepodaří srazit na kolena tak, jak v to celou válku doufala. Navíc Fridrich II. na konci roku vyslal generála Kleista na území římskoněmecké říše, čímž se mu podařilo vytvořit tlak na říšský sněm, který začátkem roku 1763 podepsal s Pruskem příměří.

### Portugalsko-španělská fronta

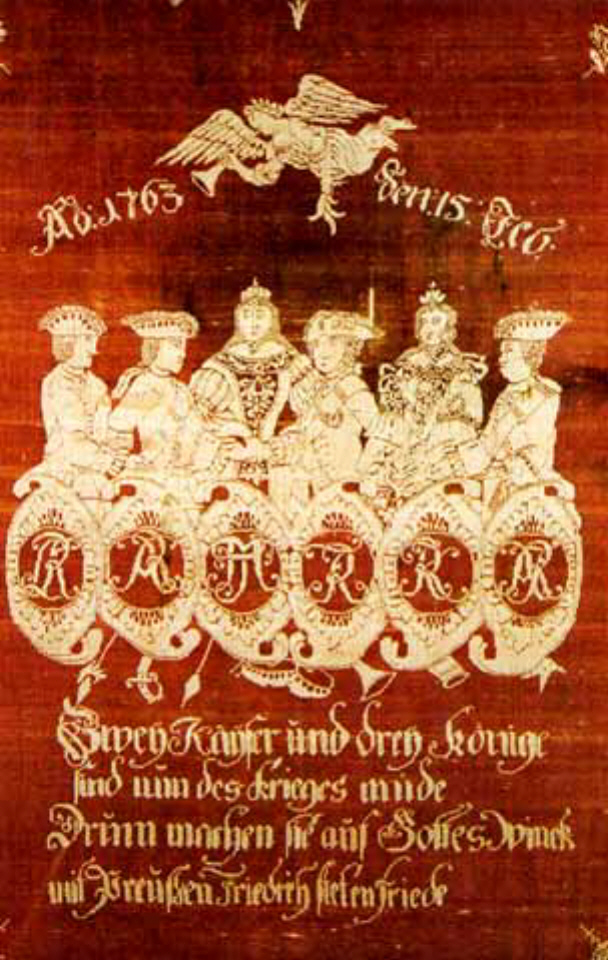
Alegorické zobrazení Hubertusburského míru

Dne 4. ledna vyhlásila Velká Británie, v reakci na neuspokojivé jednání s madridským dvorem, Španělsku válku. Španělsko stejný krok učinilo o dva týdny později. Jelikož se Portugalsko odmítlo připojit k bourbonskému paktu, vyrazila 30. dubna španělská armáda obsadit severní Portugalsko. Lisabonský dvůr v reakci na tento vpád 18. května vyhlásil válku jak Španělsku, tak Francii. Portugalcům však hrál do karet fakt, že španělská armáda byla ve velmi špatném stavu a brzy byla nucena se z dobytého území stáhnout. Tím poskytla portugalskému králi Josefu I., a zejména pak britské vládě čas, aby stačila do země přesunout sbor o síle 6200 vojáků pod velením hraběte Viléma Schaumbursko-lipského a částečně vycvičit portugalskou armádu, která byla stejně jako ta španělská ve velmi tragickém stavu.
Další pokus o dobytí Portugalska učinila 42 000 španělsko-francouzská armáda až v srpnu. Jejím vrchním velitelem byl jmenován španělský šlechtic hrabě z Aranda. Hlavní těleso britsko-portugalské armády se nacházelo u městečka Abrantes. Její velitel se rozhodl vyčerpat silnějšího protivníka partyzánskou válkou, ke které byla zdejší krajina velmi příhodná. Španělská armáda však bez větších potíží postupovala portugalským vnitrozemím. Její postup na Lisabon se hrabě Vilém pokusil zpomalit v hornatém pásu, jehož vrcholky dosahovaly kolem 2000 metrů nad mořem. Britům se podařilo španělsko-francouzskou armádu zadržet a její velitel dal nakonec kvůli špatnému zásobování, dešťům a vysoké dezerci povel k ústupu do Španělska. Hrabě Vilém se snažil hraběte z Arandu napadnout, ale jeho vojsko nebylo dostatečně rychlé a jeho snaha tím přišla vniveč. Boje v Portugalsku pokračovaly s menší intenzitou až do listopadu, kdy obě armády uzavřely příměří.
Jelikož se pro Španělské království vyvíjel špatně i boj v zámoří, vyjádřil na podzim král Karel III. ochotu jednat s Brity o míru. Jelikož v průběhu roku 1762 získala v britském parlamentu převahu tzv. „mírová strana“, vyslala v září britská vláda vyjednavače také do Paříže. Vévoda Bedford se snažil uzavřít mír za každou cenu dřív, než se parlament sejde k dalšímu rokování. 3. listopadu byl mezi Francií a Španělskem na straně jedné a Británií a Portugalskem na straně druhé, v zámku Fontainebleau, uzavřen předběžný mír. Francie získala zpět ostrovy v Antilách (Martinik, Guadeloupe a Saint-Domingue), Cayenne ve francouzské Guyaně, africkou osadu Gorée, obchodní faktorie v Indii, které držela před rokem 1749 a další drobné zisky v Kanadě. Británie na Francii získala ostrovy Tobago, Grenadu, Svatý Vincenc, Dominiku a Menorku. Dále pak španělskou Floridu a všechna francouzská panství v Severní Americe, Kanadu a východní Louisianu. Španělům byla navrácena Havana, Manila a jako odškodnění za Floridu získali západní část Louisiany. Portugalsko získalo španělskou kolonii Sacramento v Uruguayi.

## Rok 1763
První krok k uzavření míru mezi Rakouskem, Saskem a Pruskem byl učiněn již na sklonku roku 1762, kdy se vyslanci všech tří zemí sešli v Míšni a posléze na zámku v Hubertusburgu, kde byl 15. února uzavřen prusko-rakousko-saský mír. Signatáři ukončili nepřátelství, dohodli se na statusu quo ante bellum a zřekli se nároku na reparace. Byly potvrzeny mírové smlouvy z let 1742 a 1745, čímž se Rakousko definitivně vzdalo větší části Slezska a Kladska. Dále se Fridrich II., jako říšský kurfiřt, tajným článkem zaručil při příští volbě římskoněmeckého císaře hlasovat pro rakouského kandidáta. Podpisem hubertusburského míru byla sedmiletá válka oficiálně ukončena.
Ratifikace pařížského míru mezi Francií, Británií, Španělskem a Portugalskem byla uskutečněna 10. února.

## Poválečná bilance
Jednoznačným vítězem celého sedmiletého zápolení se stala Velká Británie. Tento triumf ji stál 161 milionů liber a na 20 000 vojáků, avšak ziskem pro ni byla nadvláda nad světovými oceány a čelní postavení coby průmyslové velmoci. Pro Francii byla válka velkým fiaskem, a doplatila tak na vedení slabých a vratkých ministerských či dvorských klik. Během konfliktu, jenž ji stál 70 000 lidských životů a 700 milionů livrů (její státní dluh navíc činil 1700 milionů livrů), prohrála zápas o koloniální a námořní prvenství a již nikdy se jí tento stav nepodařilo změnit. Rakousko za válku zaplatilo 140 000 mrtvými a zraněnými vojáky spolu se 160 000 civilními obyvateli. Nepodařilo se mu však dosáhnout ani jednoho cíle vytyčeného na počátku války, navíc jeho státní dluh dosáhl částky 271 milionů guldenů. Zároveň přišlo o výsadní mocenskou pozici v římsko-německé říši a o tento post se do budoucna muselo dělit s Pruskem. To ve válce přišlo o 180 000 vojáků a na 320 000 civilistů, přesto se mu díky jeho panovníkovi a odhodlání vyšších vrstev obyvatelstva podařilo odolat náporu nepřátel. Navíc udrželo územní zisky z předchozích válek, donutilo Evropu akceptovat jeho přítomnost ve velmocenském systému a oproti jiným účastníkům konfliktu nezůstaly jeho státní finance v deficitu. Fridrich II. po podepsání hubertusburského míru stále ještě disponoval částkou 30,25 milionu tolarů. Souhrnem tedy lze za vítěze konfliktu považovat Velkou Británii, Hannoversko, Portugalsko, Prusko a Rusko. Zásadní prohru utrpěla v první řadě Francie, dále pak Rakousko, Švédsko a Sasko.
| Země                  | Počet obyvatel v roce 1756 | Počet obyvatel v roce 1763 | Ztráty  | %    |
| --------------------- | -------------------------- | -------------------------- | ------- | ---- |
| Braniborsko           | 850 000                    | 730 000                    | 120 000 | 14,1 |
| Východní Prusko       | 750 000                    | 660 000                    | 90 000  | 12   |
| Pomořansko            | 400 000                    | 330 000                    | 70 000  | 17,5 |
| Slezsko               | 1 400 000                  | 1 350 000                  | 50 000  | 3,6  |
| Středoněmecké oblasti | 350 000                    | 343 000                    | 7 000   | 2    |
| Západoněmecké oblasti | 530 000                    | 467 000                    | 63 000  | 11,9 |
| Celkem ztráty 1763    |                            |                            | 400 000 |      |